# Школа Ґордонстоун
Школа Ґордонстоун (англ. Gordonstoun School) — міжнародна-школа-інтернат, розташована у селі Даффус, поблизу міста Елгін, область Морей, у маєтку, що у XVII столітті належав шотландському політику серу Роберту Ґордону, 1-му баронету. У школі навчаються понад 550 хлопчиків та дівчаток у віці від 4 з половиною до 18 років, серед яких одна третина — шотландці, друга третина — діти з інших частин Великої Британії, і остання третина — іноземні учні. Частина з них навчаються за денною формою навчання, частина — за формою 6-денного інтернату й основна частина (близько 2/3) за формою повного інтернату.
Школа є членом міжнародної освітньої організації «Кругла площа» (англ. Round Square Conference of Schools).

## Коротка історія
Школа була заснована у 1934 відомим німецьким освітянином Куртом Ханом, який також створив ряд престижних і всесвітньо відомих шкіл в Шотландії та Уельсі, включаючи Атлантичний коледж об'єднаного світу.
На момент заснування школи у ній навчалося тільки два учні. До 1940 кількість учнів зросла до 135. Під час Другої світової війни окремі приміщення школи використовувалося як військові бараки.
У 1950-х рр. школа реконструювала «Круглу Площу» для використання в якості пансіонату і навчальних класів. У приміщеннях Круглої Площі також розташовуються кабінети персоналу, шкільна бібліотека та архів Курта Хана. Ця назва стала загальною назвою всесвітнього освітянського руху і мережі міжнародних шкіл Round Square Conference of Schools, до якої входить близько 180 шкіл з різних країн світу.
Для надання можливості навчатися дітям із незаможних родин за сприяння Курта Ханна у 1956 було запроваджено премію ім. Принца Філіпа, герцога Единбурзького, якою нагороджували талановитих учнів більше, ніж із 140 країн світу.
У червні 2015 року першою жінкою-головою ради директорів школи стала Єва Пул — британська письменниця.

## Освітні програми
Для вступу до школи учні повинні складати загальний вступний іспит.
Учні молодших класів (8-13 років) навчаються за програмою Шотландської освітньої системи. Учні старших класів (13 і більше років) навчаються за програмою Англійської освітньої системи. Учнів старших класів поділяють на дві вікові групи. У першій групі (13-16 років) учні здобувають Загальний сертифікат середньої освіти чи Загальний міжнародний сертифікат середньої освіти, а у другій групі (16-18 років) — «Загальний сертифікат освіти Рівень-А» (англ. The General Certificate of Education (GCE) Advanced Level (A Level)).
Школа та її освітні програми для здобуття сертифікатів GCSE, IGCSE, A Level та Pre-U акредитовані в Кембриджській системі міжнародного екзаменування.

## Видатні та відомі випускники та учні

### Члени королівської родини
| Фото | Прізвище                            | Опис | Країна          |
|      | Філіп, герцог Единбурзький          | Чоловік королеви Великої Британії Єлизавети II. Після двох років навчання у німецькій школі Салем перейшов у новостворену школу Ґордонстоун, був одним із її перших учнів, співзасновником школи і засновником премії для талановитих учнів. Закінчив школу в 1939 році. | Велика Британія |
|      | Чарльз III, король Великої Британії | Відвідував школу з 1962 після навчання у підготовчій школі Чім (Гемпшир). | Велика Британія |
|      | Ендрю, герцог Йоркський             | Син королеви Великої Британії Єлизавети II. Відвідував школу з 1973. Закінчив у 1977 із сертифікатом «A Level». | Велика Британія |
|      | Едвард, граф Уессекський            | Наймолодший син королеви Великої Британії Єлизавети II. Закінчив школу із сертифікатом «A Level». | Велика Британія |
|      | Пітер Філліпс                       | Онук королеви Великої Британії Єлизавети II. Закінчив школу із сертифікатом «A Level». | Велика Британія |
|      | Зара Тіндолл                        | Онука королеви Великої Британії Єлизавети II. Закінчила школу із сертифікатом «A Level». | Велика Британія |

### Аристократи та високопосадовці
| Фото | Прізвище                                      | Опис | Країна          |
|      | Олександр Карагеоргієвич, кронпринц Югославії | Спадкоємець сербського престолу, єдиний син останнього короля Югославії Петра II. Відвідував школу після навчання у Школі Трініті, Інституті ле Розі, Калверській військовій академії. | Югославія       |
|      | Олександр Гамільтон, 16-й герцог Гамільтон    | Шотландський шляхтич, вождь клану Гамільтонів, XVI герцог Гамільтон, ХІІІ герцог Брендон, перший пер Шотландії.                                                                        | Шотландія       |
|      | Джеймс Карнеґі, 3-й герцог Файф               | Британський пер, землевласник. | Велика Британія |
|      | Пол-Філіп Ґоґенцоллерн, Принц Румунії         | Син Керола Ламбріно, внук короля Румунії Кароля II. | Румунія         |
|      | Лорд Анґус Монтаґю, 12-й герцог Манчестера    | Британський пер, син лорда Олександра Монтаґю, 10-го герцога Манчестера. | Велика Британія |
|      | Стюарт Агнью                                  | Британський політик, член Європейського парламенту. | Велика Британія |

### Відомі особистості
| Фото | Прізвище              | Опис | Країна             |
|      | Уна Чаплін            | Актриса, донька актриси Джеральдіни Чаплін, онука Чарлі Чапліна | Іспанія            |
|      | Джейсон Коннері       | Актор, син актора Шона Коннері | Шотландія          |
|      | Пітер Кузенс          | Актор, художній керівник проекту «Розвиток талантів» [Архівовано 26 травня 2019 у Wayback Machine.] | Австралія          |
|      | Данкан Джонс          | Режисер, сценарист, продюсер, відомий участю у створенні фільмів «Місяць», «Початковий код», «Warcraft: Початок», син британського рок-співака Девіда Бові                                                                              | Велика Британія    |
|      | Пітер Еберт           | Оперний режисер, який прибув до Ґордонстоун разом із своїм батьком, Карлом Ебертом, і який був одним із перших учнів школи. | Німеччина          |
| -    | Марк Арнольд-Форестер | Письменник, журналіст, один із найперших учнів школи, який прибув до Ґордонстоун разом із своїм батьком, Вільямом Арнольдом-Форестером, який разом із Куртом Ханом заснували цю школу, і який був першим Головою Ради директорів школи. | Велика Британія    |
|      | Вільям Бойд           | Письменник, сценарист, кавалер Ордена Британської імперії, член Королівського літературного товариства. | Шотландія          |
|      | Лука Продан           | Музикант, співак, лідер аргентинської рок-групи «Сумо». | Шотландія · Італія |
|      | Гезер Стеннінг        | Спортсменка, олімпійська чемпіонка з академічного веслування. | Шотландія          |
|      | Джон Чоун             | Економіст | Велика Британія    |

### Українці в Ґордонстоун
| Фото | Прізвище               | Опис                                                                                               | Країна  |
| -    | Ольга Олегівна Царьова | Донька Олега Царьова, колишнього регіонала, який перебуває у всеукраїнському кримінальному розшуку | Україна |